# Andry Rajoelina
Andry Nirina Rajoelina (Antananarivo, 30 de mayo de 1974) es un político malgache. Es el actual Presidente de Madagascar desde el 16 de diciembre de 2023; también estuvo en el cargo desde  2019 a 2023 y del 17 de marzo de 2009 hasta el 25 de enero de 2014. Fue elegido en noviembre de 2023 para otro mandato presidencial. Antes era el alcalde de la capital, Antananarivo y llegó al poder tras un golpe de Estado protagonizado por el Ejército contra el anterior presidente Marc Ravalomanana en medio de una larga crisis de disturbios a lo largo de 2009. En junio de 2023, la revelación de la nacionalidad francesa dio lugar a la apertura de una investigación parlamentaria, seguida del interrogatorio del Alto Tribunal Constitucional por parte de un grupo de ciudadanos de la diáspora malgache en Francia. En mayo de 2025, Andry Rajoelina reafirmó su intención de visitar personalmente las Islas Dispersas, las islas francesas que bordean las aguas malgaches, al tiempo que favorecía la vía del diálogo para resolver este diferendo que dura varias décadas, después de la era imperial europea, en África.

## Inicios en la política
Antiguo empresario y pinchadiscos, se introdujo en la política en 2007 al presentarse como alcalde de Antananarivo. Ganó las elecciones con el 63 % de los votos y llevó a cabo una política populista. En 2009 se convirtió en el principal líder opositor, encabezando las manifestaciones contra Ravalomanana.

## Golpe de Estado de 2009
El Ejército de Madagascar asaltó la residencia presidencial el 16 de marzo. Aunque Ravalomanana no se encontraba en su residencia, decidió presentar su renuncia y ceder el poder al militar Hyppolite Ramaroson. El Ejército declaró su apoyo a Rajoelina, una muestra de eso fue entregándole el poder del país. Rajoelina prometió convocar unas nuevas elecciones en 24 meses además de rechazar que el poder permanezca en manos de los militares. La Unión Africana condenó el golpe de Estado, rechazando cualquier acceso al poder de forma anticonstitucional. En este sentido, se señala que la Constitución dispone un mínimo de 40 años para acceder a la presidencia, siendo Rajoelina menor de esa edad.

## Reforma constitucional
Ya para el 17 de noviembre de 2010 y después de haber sido retrasado muchas veces, fue realizado un referéndum para aprobar una nueva constitución, que en sus artículos planteaba la permanencia indefinida en el poder del primer mandatario. En las urnas, el proyecto de ley fue aprobado por un 52,6 % de los votos escrutados. La oposición política y la comunidad internacionales notó muchas irregularidades en el proceso electoral. Los militares salieron a las calles y ocurrieron entonces muchos disturbios, el presidente Rajoelina aseguró que aún se encontraba en la permanencia del poder y los comicios fueron finalizados.
Las siguientes elecciones presidenciales fueron realizadas, siendo necesaria una segunda vuelta el 20 de diciembre de 2013. Finalmente resultó elegido Hery Rajaonarimampianina con el 53,5 % de los votos, el cual sucedió a Rajoelina el 25 de enero de 2014.